# Bernshäuser Kutte
Die Bernshäuser Kutte, in der älteren Literatur auch als die Grüne Kutte beschrieben, ist ein 45 m tiefer, kreisrunder Erdfallweiher, der sich etwa 500 m südöstlich von Bernshausen, einem Ortsteil der Gemeinde Dermbach im Wartburgkreis in Thüringen, befindet. Er gilt als der größte See der Thüringer Rhön.

## Beschreibung
Die Bernshäuser Kutte misst 250 m im Durchmesser, der Wasserspiegel liegt in einer Höhe von (383,6 m ü. NHN) und ist bis zu 47 m tief eingesenkt in den mittleren Buntsandstein.
Sie gehört zu einer Gruppe von Erdfallweihern zwischen Urnshausen und Roßdorf, die durch den Einsturz von Hohlräumen des im Untergrund anstehenden Zechstein-Salinars entstanden sind. Die umgebenden Buntsandsteinhänge sind bis zum Ufer des Weihers hinab mit Laubwald bedeckt. Im Nordwesten ist die Bernshäuser Kutte wenig eingetieft. Dort hat sich ein Überlauf – der Froschbach – gebildet, der sich nach Nordwesten grabenartig fast bis an den Ortsrand von Bernshausen zieht. Der See ist meromiktisch und erwärmt sich dementsprechend auch im Sommer nur oberflächennah.

## Naturschutz
Die Bernshäuser Kutte ist als Geotop unter Naturschutz gestellt.
Die Ausweisung als Naturschutzgebiet erfolgte am 16. Oktober 1942 und umfasst heute ein Gebiet von 13,06 Hektar. Außerdem ist sie ein Teilgebiet des FFH-Schutzgebietes Nr. 87 „Forstloch-Pleß-Stoffelskuppe-Bernshäuser Kutte“ der Thüringer Gebietsmeldung und damit Bestandteil des europäischen Schutzgebietssystems Natura 2000. Trotz Verbotes wird der See illegal als Badegewässer genutzt. Die Uferbereiche sind daher durch Trittbelastung stark beeinträchtigt.